# راشاندا مک کانتس
راشاندا مک کانتس (انگلیسی: Rashanda McCants؛ زادهٔ ۱۷ نوامبر ۱۹۸۶) بازیکن بسکتبال اهل ایالات متحده آمریکا است.